# Parque Ecológico Várzea do Embu-Guaçu
O Parque Ecológico Várzea do Embu-Guaçu situa-se no município brasileiro de Embu-Guaçu e ocupa uma área de proteção de mananciais da bacia hidrográfica do Guarapiranga, de 129 hectares.
Coordenadas: 23° 49' 18" S 46° 48' 46" O.
Em 15 de maio de 2013, por meio do Decreto Estadual nº 59.188, o parque passou a denominar-se Parque Ecológico da Várzea do Embu-Guaçu "Professor Aziz Ab'Saber", em homenagem ao geógrafo Aziz Ab'Sáber.
A área do Parque abrange 129 ha (cento e vinte e nove hectares) e é constituída em sua maior parte pelas várzeas do rio Embu-Guaçu e do rio Santa Rita, principais tributários da bacia do Guarapiranga.
Ao todo 80 ha do parque são ocupados por belíssimas áreas de vegetação nativa de Mata Atlântica, rica em araucárias e ipês, por exemplo.
O entorno do rio Embu-Guaçu, na divisa dos municípios de Embu-Guaçu e São Paulo próximo a represa de Guarapiranga, sofre um avançado processo de degradação ambiental graças ao crescimento desordenado de áreas destinadas à exploração comercial imobiliária. Por não serem efetivamente protegidas pelo governo local, é possível observar araucárias e outras árvores protegidas sendo cortadas ilegalmente, o que refletirá na qualidade e quantidade hídrica deste importante rio.